# Venusiano

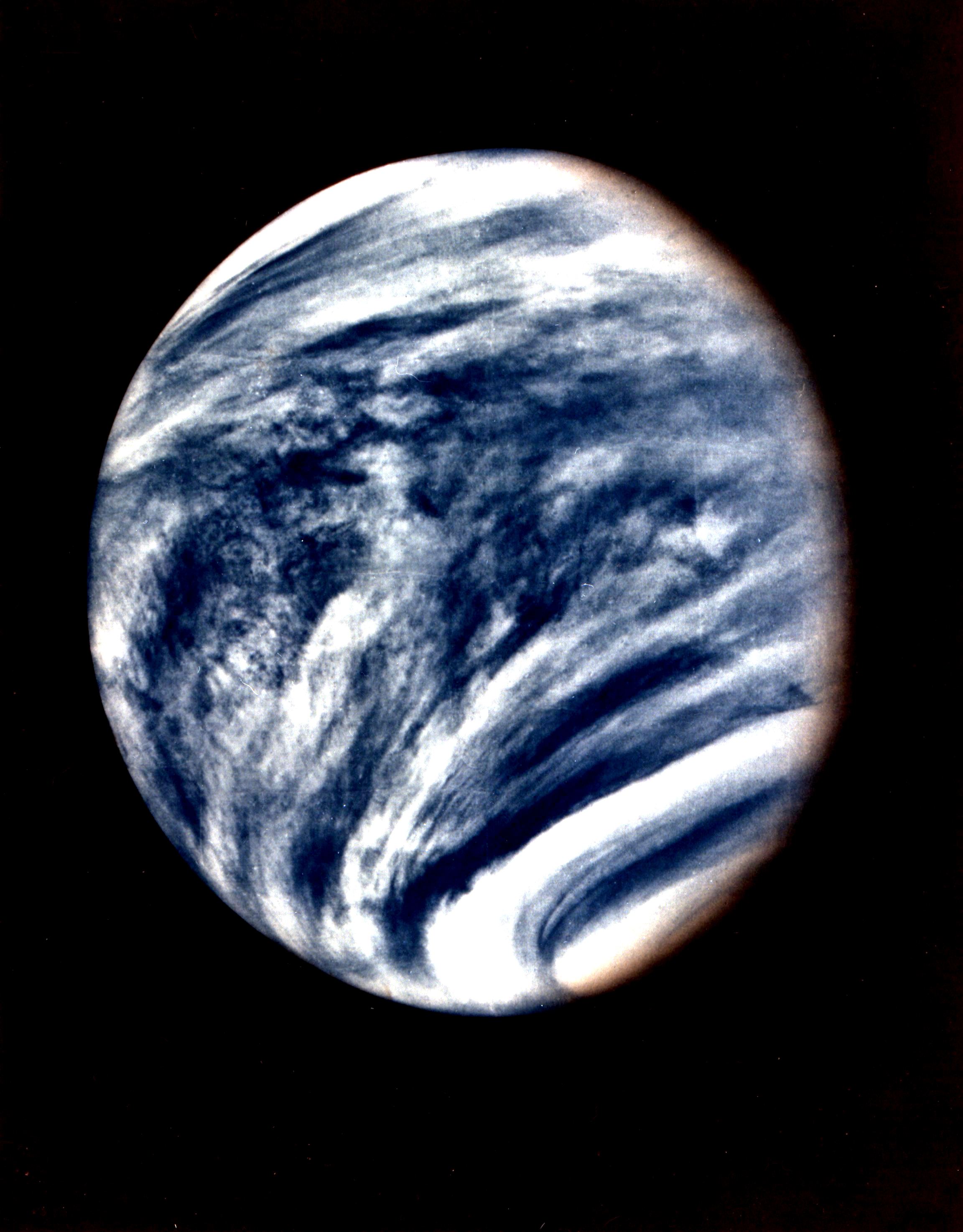
Fotografía de Venus tomada por la Mariner 10 en 1974.

En los campos de la  ciencia ficción y la ufología, un venusiano o venusino es el nombre que recibiría una hipotética forma de vida extraterrestre, cuyo origen sería el planeta Venus. Igualmente es el nombre usado para describir a una posible población humana que en el futuro podría habitar dicho planeta.
Ambos significados son usados en las historias de ciencia ficción.

## Etimología
La palabra "venusiano" es simplemente una combinación del nombre del planeta Venus y del sufijo -iano, formado igual que el término "marciano" (o "marcial"). La terminación -ino también es aceptada por la Real Academia: ambas, venusino y venusiano, son permitidas.
La forma clásica correcta de la palabra sería "venéreo" o "veneriano" (del latín "venereus, venerius", "relacionado con la diosa Venus"), pero esa forma es únicamente utilizada por algunos autores (e.g. Robert A. Heinlein). Los científicos emplean ocasionalmente el adjetivo "cythereo" (castellanizado, citereo) para lo referido a Venus, a partir del epíteto de la diosa, Cytherea.

## Venusianos en la literatura y cómics

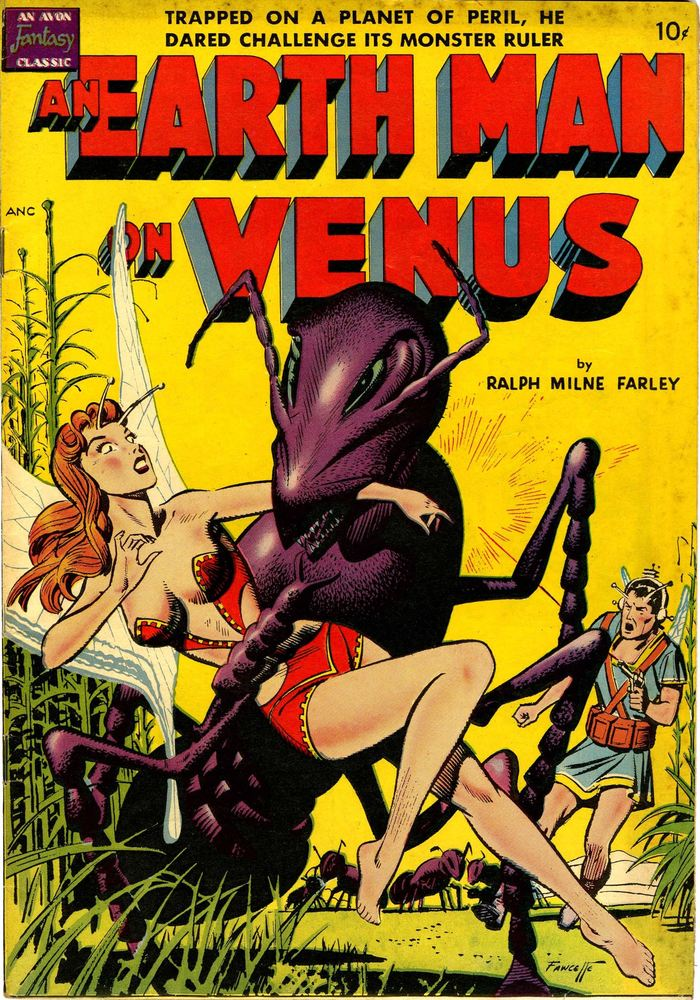
Portada de The Radio Man mostrando un venusino

- En Un viaje a Venus, de John Munro (1897), Venus aparece descrito como una utopía, inaugurando una visión del planeta que se convertirá en un lugar común.[3]
- En la saga de novelas "Serie de Venus" de Edgar Rice Burroughs, Burroughs creó un alfabeto ficticio venusiano supuestamente utilizado por los venusianos (o "Amtorianos", de "Amtor", que es como en estas novelas los nativos llaman a su planeta).[4]
- Los venusianos son seres recurrentes en las novelas de la escritora Leigh Douglass Brackett (1915 – 1978).
- En la obra más conocida de Olaf Stapledon titulada First and Last Men (1930), se proporciona un ejemplo ficticio de terraformación en el cual Venus es transformado por los Quintos Hombres tras una larga y destructiva guerra contra los nativos acuáticos, debido a que la Luna choco con la Tierra.
- En la obra de Charles R. Tanner, Tumithak of the Corridors (1932) y sus secuelas, Venus es el planeta natal de los "shelks", alienígenas parecidos a arañas que han conquistado el planeta Tierra y forzado a los humanos a sobrevivir en subterráneos y catacumbas.
- En el relato de H. P. Lovecraft The Diary of Alonzo Typer (1938), que forma parte de los Mitos de Cthulhu, se menciona a unos Señores de Venus, en conflicto con el Pueblo Serpiente.
- En el libro de C. S. Lewis Perelandra (1943), el profesor Elwin Ransom viaja a Venus (el título de la novela sería el nombre del planeta en la Antigua Lengua Solar), un planeta cubierto en su mayor parte por agua, con el fin de enfrentarse al profesor Weston y prevenir a los "Adán y Eva" de este joven planeta acerca de la suerte que corrió el planeta Tierra (Thulcandra). En el libro, Lewis describe una amplia variedad de flora y fauna. El Rey y la Reina del planeta son humanoides, pero de piel verde.
- En el cómic británico Dan Dare (1950-1967), Venus está habitado por dos especies inteligentes, los Treens y los Therons.
- En la novela de Isaac Asimov Los océanos de Venus, protagonizada por Lucky Starr, de 1954, aparecen formas de vida venusinas.
- I Am the Doorway (traducido al español normalmente como Yo soy la puerta), un relato breve de Stephen King aparecido en la colección de 1971 Night Shift, el protagonista es un astronauta que regresa de una trágica misión a Venus tras la que se descubre a sí mismo poseído por una entidad alienígena.
- En el relato de Roald Dahl, Charlie y el gran ascensor de cristal (1972), Willy Wonka dice que Venus estuvo habitado por una raza alienígena hasta que ésta fue devorada por los vermicious knids, otra especie alienígena.
- En la novela romántica de Jacqueline Susann, Yargo (1979), Venus está habitado por abejas del tamaño de caballos.
- En DC Comics, el personaje Mr. Mind es descrito como un pequeño gusano alienígena del planeta Venus; cuyos poderes incluyen la telepatía.
- En el libro Las sirenas de Titán, Venus está habitado por unas formas de vida muy básicas llamadas "armonioums" que viven en cuevas subterráneas y obtienen energía de la vibración que (según el autor) se produce por la radical diferencia de temperatura entre la cara oscura del planeta y la cara que da al Sol.

## Venusianos en películas y televisión
- La criatura protagonista de It Conquered the World, película dirigida por Roger Corman (1956), procede de Venus. Se asemeja a una gran zanahoria con dientes y una sonrisa desagradable.
- En la película 20 Million Miles to Earth, dirigida por Nathan Juran (1957), una nave espacial se estrella cerca de Sicilia tras un viaje de investigación a Venus en el que una criatura del planeta es traída a la Tierra. En la película no hay escenas de Venus. La criatura (llamada en la producción, pero no en la película, Ymir) es un humanoide semi-reptil con la inteligencia de un chimpancé. En la película la criatura fue animada por Ray Harryhausen.
- Visitantes venusinos aparecen en la serie estadounidense The Twilight Zone, en concreto en los episodios Mr. Dingle, the Strong y Will the Real Martian Please Stand Up?, con los mismos objetivos que los visitantes marcianos que también hacen acto de presencia en la serie.

## Venusianos en la ufología
Algunos supuestos contactados de la década de 1950 como George Adamski y Howard Menger afirmaron haber tenido contacto con extraterrestres venusinos, usualmente humanoides rubios y de aspecto nórdico. Adamski escribió también, en colaboración con Desmond Leslie, un libro de pseudohistoria, Flying Saucers Have Landed (1953) en el que afirma que seres del planeta Venus llegaron a la Tierra en el año 18.617.841 a. C.; tal información afirma obtenerla de antiguos textos hindúes supuestamente descifrados por él. Por su parte, en 1953, George Van Tassel, según su testimonio, contactó con unos supuestos seres de Venus, bajo cuyas instrucciones diseñó y construyó el Integratron.